# Mosquée de Dai Anga
 (mars 2025).
Le mosquée de Dai Anga  est une mosquée de la dynastie moghol, situé à Lahore dans le Pendjab, au Pakistan. 
Elle fut construite en 1635 par Dai Anga, la nourrice de l’empereur Shah Jahan.

## Référence
- (en) K. Mumtaz, Architecture in Pakistan, Mimar Book, Butterworth Architecture, 1985, PP84.